# Nurcholish Madjid
Dr. Nurcholish Madjid (17 mars, 1939 - 29 augusti, 2005) var en prominent muslimsk teolog och politisk tänkare i Indonesien. Tidigt i sin akademiska karriär var Nurcholish studentledare i olika studentorganisationer. Han blev snart välkänd för att förespråka modernisering inom Islam. Hans karriär har genomsyrats av en kontroversiell kamp för vad hans anhängare menar handlar om öppenhet, tolerans och objektivitet inom islam.
Han fick sin tidiga utbildning i östra Javas religiösa skolor, och doktorerade slutligen i islamologi på USA:s University of Chicago. Han tillbringade sina sista år som rektor vid Universitas Paramadina i Jakarta.